# Симеон (ігумен Яніни)
Симеон — ігумен Епіру середини 16 століття.
Поруч із Афанасієм та Іосафом Метеорськими є третім творцем Преображенського монастиря Метеори, очолював його будівництво та живописне оформлення 1544—1545 рр., про що свідчить напис біля входу до Соборного храму обителі.
Під його проводом було здійснено перебудову Преображенського собору, зведено вівтар та низку малих будівель монастиря. У 1552 р. нава (архітектура) Собору була прикрашена новими фресками та іконами, побудована трапезна монастиря.